# 梶山美香
梶山美香（梶山 ミカ，5月20日—），日本漫畫家、插畫家。

## 作品列表

### 漫畫連載
- 新·安琪莉可（全5冊，原作：Ruby Party，《Asuka Comics DX（日语：あすかコミックス）》，角川書店）
- （全4冊，《月刊Asuka》2009年12月號－2011年9月號，角川書店）
- （全3冊，《月刊Asuka》2011年12月號－2013年1月號，角川書店）
- （全1冊，故事原案：橋本夏鳴，《NextComic First（日语：NextComicファースト）》2012年9月3日 - 2012年9月24日，宙出版（日语：宙出版））
- （全6冊，《月刊Princess（日语：月刊プリンセス）》2013年3月號－9月號，秋田書店）
- （全1冊，《NextComic First》2015年12月14日－2016年4月17日，宙出版）
- （全2冊，原作：風見，《AlphaPolis（日语：アルファポリス） -電網浮遊都市-》2016年12月22日－2018年6月30日）
- 美男戰國 ～想不想成為天下人的女人呢～（日语：イケメン戦国◆時をかける恋）（全4冊，原作：CYBIRD（日语：サイバードホールディングス），《月刊Princess》2017年2月號－2018年9月號，秋田書店）
- （已出3冊，原作：我鳥彩子，《月刊Princess》2019年3月號－連載中）
- （已出1冊，原作：三月紅，《AlphaPolis -電網浮遊都市-》，2019年3月5日－連載中）

### 文庫插畫
- 楓之劍！（全3冊，著：片山和華（日语：かたやま和華），富士見Mystery文庫，富士見書房）
- 文庫版 新·安琪莉可（全3冊，原作：KOEI、著：藤咲阿由菜，GAMECITY文庫（日语：GAMECITY文庫））
- 封印的女王（全3冊，著：遠澤志希，角川Beans文庫，角川書店）
- （全1冊，著：天音翠，LuLuLu文庫，小學館）
- （全1冊，著：彩本和希，Cobalt文庫，集英社）
- 兔月戀繪卷（全2冊，著：甲斐田紫乃，B's-LOG文庫（日语：ビーズログ文庫），enterbrain）
- （全2冊，著：我鳥彩子，Cobalt文庫，集英社）
- （全2冊，著：柏，角川Beans文庫，角川書店）
- （全1冊，著：栗栖子，Berry's文庫（日语：Berry's Cafe#ベリーズ文庫），Berry's Cafe（日语：Berry's Cafe））
- （全1冊，著：平日久美，Berry's文庫，Berry's Cafe）

### 遊戲
掌上遊戲
- 危★（人物設定、原畫）

## 外部連結
- 梶山美香的X（前Twitter） （日語）